# Woolworths Group (Australie)
Ne doit pas être confondu avec Woolworth's.
Woolworths est une entreprise australienne et chaîne locale de supermarchés (Woolworths Supermarkets). Elle fait partie de l'indice S&P/ASX 50.
Elle est le plus grand réseau de distribution australien et est aussi implantée en Inde et en Nouvelle-Zélande.

## Histoire
En octobre 2009, la firme Apple Inc. la poursuit en justice à cause de son nouveau logo. Il s'agit d'un « W » stylisé, dont les formes arrondies et la couleur verte rappellent une pomme. Les internautes jugent majoritairement cette décision excessive, ridicule ou paranoïaque. Le fait que Woolworths vend également des produits électroniques peut être un autre raison à la plainte d'Apple (car Woolworths en devient alors un concurrent direct),.
En juin 2014, Woolworths acquiert l'activité sud-africaine de David Jones pour 2 milliards de dollars.
En août 2016, Woolworths annonce la vente de ses magasins de bricolage Home Timber & Hardware Group à Metcash pour 165 millions de dollars australiens ; en parallèle, il annonce la fermeture de ses magasins de bricolage Masters et la vente ces magasins au consortium Home Consortium pour 500 millions de dollars américains.
En décembre 2016, BP annonce l'acquisition de 500 stations d'essence en Australie à Woolworths pour 1,3 milliard de dollars australien. L'accord est rejeté par les autorités de la concurrence australienne. À la suite de ce refus, Woolworths annonce la vente de ces activités à EG Group pour 1,73 milliard de dollars australiens.

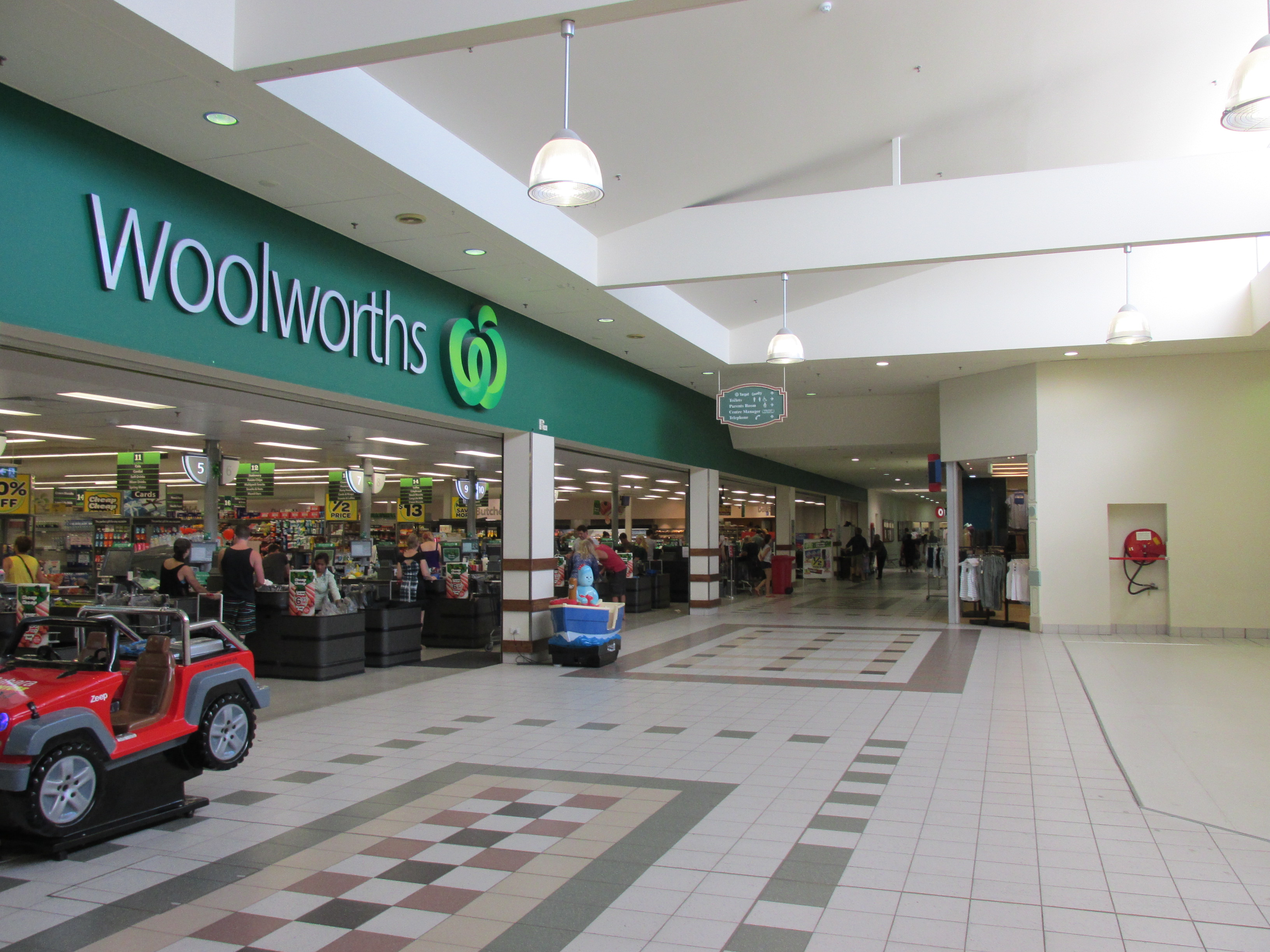
Magasin Woolworths à Esperance en Australie, où on peut voir le logo.

## Filiales
- Big W